# Kedunggede (Lumbir)
Kedunggede is een bestuurslaag in het regentschap Banyumas van de provincie Midden-Java, Indonesië. Kedunggede telt 3308 inwoners (volkstelling 2010).